# Juri Antonowitsch Russinow
Juri Antonowitsch Russinow (russisch Юрий Антонович Русинов; * um 1660; † nach 1723) war ein osmanisch-russischer Schiffbauer griechischer Herkunft.

## Leben
Russinow war Galeeren-Meister in Konstantinopel und baute Galeeren nach osmanischer Art mit seinem Vater und Galeeren nach französischer Art unter der Leitung eines französischen Meisters.
Russinow ging 1703 auf Einladung Peters I. für den Bau von Galeeren und anderen kleinen Schiffen nach Russland. Anfangs arbeitete er auf der 1702 gegründeten Olonezer Werft in Lodeinoje Pole und baute 1703–1704 die ersten beiden Galeeren osmanischer Art für das Galeeren-Geschwader der Baltischen Flotte im Großen Nordischen Krieg. Im Juli 1703 legte er mit Beteiligung Peters I. die Herrscher-Galeere auf Kiel, die im Mai 1704 als Swatoi Apostol Pjotr von Stapel lief. Russinows Lehrling war der Zimmerer-Untermeister Mokei Tscherkassow. Russinow baute die Galeeren nach eigener Art wie vorher in Konstantinopel. Darüber beschwerten sich bei Alexander Menschikow andere Schiffbauer, die Russinow die Nähe zu Peter I. neideten. Darauf wies Menschikow den Kommandanten der Olonezer Werft Iwan Jakowlew an, nur für Russinows Beachtung der Anweisungen in Peters I. Ukas zu sorgen.
Im Oktober 1710 wurde Russinow nach Wyborg geschickt, um auf der dortigen Werft mit einem griechischen Untermeister 13 neuartige russische 6-Kanonen-Brigantinen zu bauen, die als Halbgaleeren bekannt wurden. Im April 1711 waren alle Schiffe von Stapel gelaufen und ausgerüstet. Diese Brigantinen hatten 150 Mann starke Besatzungen statt der üblichen 250 Mann für Halbgaleeren. Peter I. überzeugte sich persönlich von der Qualität der Schiffe und war zufrieden. Nach kurzzeitiger Arbeit auf der Tawrow-Werft der Woronescher Admiralität wurde Russinow 1712 auf die Werft an der Luga geschickt, um mit Faddei Popow 14 Brigantinen für die Baltische Flotte zu bauen.
Ende 1712 wurde Russinow in den St. Petersburger Galeeren-Hof versetzt, um Galeeren zu bauen und instand zu setzen. Auf den neuen Hellingen der Galeeren-Werft hatte er 50 Brigantinen im Oktober 1712 auf Kiel gelegt, die im Mai 1713 der Baltischen Flotte übergeben wurden. In Nowgorod beschaffte er Schiffsholz. Im September 1713 legte er weitere 30 Brigantinen und eine große Halbgaleere auf Kiel, die im April und Mai 1714 von Stapel liefen. Im April 1714 liefen die ersten drei Pferdegaleeren von Stapel für den Transport von Kavallerie-Einheiten, die jeweils 25 Pferden Platz boten. Von Oktober 1714 bis April 1715 baute Russinow sieben weitere große Halbgaleeren. Viele der von Russinow gebauten Schiffe wurden in der Seeschlacht bei Hanko eingesetzt, deren Kommandanten ihre Manövrierfähigkeit lobten. Russinows 22-Ruderbänke-Galeere war Michail Golizyns Flaggschiff in der Seeschlacht bei Grönham.
Russinow zeichnete sich durch seine außergewöhnlichen pädagogischen Fähigkeiten aus. Im Januar 1715 gab Peter einen besonderen Ukas heraus, nach dem jeder, der den Galeerenbau studieren wollte, beim Meister Russinow mit einem jährlichen Stipendium von 60 Rubel studieren sollte, wofür Russinow 50 Rubel pro Student erhielt. Russinow hatte etwa 10 Studenten, darunter  Mokei Tscherkassow, den Russinow nach St. Petersburg versetzen ließ und zu seinem Assistenten machte.
Im Sommer 1719 legte Russinow 20 Galeeren nach seiner bisherigen osmanischen Bauweise auf Kiel. Als im September 1719 das St. Petersburger Admiralitätskollegium von Peter I. angewiesen wurde, Galeeren nach französischer Art zu bauen, wurde ein französischer Linienschiff-Meister beauftragt, die auf Kiel gelegten Galeeren zu inspizieren und nach französischer Art fertigzustellen. Darauf wurden noch mehr als die Hälfte der Galeeren nach alter Art fertiggestellt. Im Herbst 1719 wurde Russinow nach Turku geschickt, um 12 Pferdegaleeren zu bauen. Im Oktober 1720 überprüfte er alte Galeeren in Helsinki, worauf er nach St. Petersburg zurückkehrte. Im September 1721 berichtete der Präsident des St. Petersburger Admiralitätskollegiums Fjodor Apraxin dem Präsidenten des Militärkollegiums Alexander Menschikow, dass die Galeeren nach alter osmanischer Art Peter I. missfielen. Russinow erhielt keine Aufträge mehr und wurde Ende 1721 nach Woronesch geschickt, um für Galeeren vorbereitete Materialien auszuwählen. Im März 1721 wurde er als Kapitan-Leutnant aus dem Dienst entlassen mit lebenslanger Fortzahlung seines Gehalts.